# تمفصل مزدوج
في اللسانيات، التمفصل المزدوج أو التقطيع المزدوج (بالفرنسية: Double articulation)‏ هي ظاهرة لغوية أساسية تُميّز اللغة البشرية، تتكون من استخدام مجموعات من عدد صغير من العناصر التي لا معنى لها (الأصوات، أي الوحدات الصوتية "الفونيمات") لإنتاج عدد كبير من العناصر ذات المعنى (الكلمات، أي الوحدات الصرفية "المورفيمات").

## النظرية
يشير التمفصل المزدوج إلى البنية المزدوجة لتدفق الكلام، والتي يمكن تقسيمها بشكل أساسي إلى علامات ذات معنى (مثل الكلمات أو الوحدات الصرفية)، ثم بشكل ثانوي إلى عناصر مميزة (مثل الأصوات أو الوحدات الصوتية). على سبيل المثال، الكلمة الإنجليزية ذات المعنى "cat" تتكون من الأصوات /k/، /æ/، و/t/، والتي لا معنى لها كأصوات فردية منفصلة (والتي يمكن أيضًا دمجها لتكوين الكلمات المنفصلة "tack" و"act"، بمعاني مختلفة). وتمثل هذه الأصوات، التي تسمى الوحدات الصوتية، المستوى الثانوي والأدنى من النطق في التسلسل الهرمي لتنظيم الكلام. تتحكم مستويات التنظيم العليا والأساسية (بما في ذلك الصرف والنحو والدلالة) في دمج هذه المقاطع الصوتية التي لا معنى لها بشكل فردي في عناصر ذات معنى.

## تاريخ
تم تقديم المفهوم الفرنسي للتمفصل المزدوج لأول مرة من قبل أندريه مارتنيه في عام 1949، وتم تفصيله في كتابه "مبادئ اللسانيات العامة" (Éléments de linguistique générale) سنة 1960. المُقابل الإنجليزي للمصطلح الفرنسي (double articulation) هو ترجمة اقتراضية (مكتوبة بنفس الطريقة تمامًا باللغة الفرنسية). ويمكن أيضا أن يطلق عليه (duality of patterning).
هذا المصطلح الأخير اقترحه اللغوي الأمريكي تشارلز إف هوكيت (Charles F. Hockett) في كتابه المدرسي عام 1958 "دورة في اللسانيات الحديثة" (A course in modern linguistics). المصطلحان متشابهان ولكنهما مختلفان، وقد اقترح هوكيت ومارتينيه مفاهيمهما بشكل مستقل. وربما كان كلاهما مستوحى من نظرية اللساني الدنماركي لويس هيلمسليف عن مستويي اللغة البشرية. اقترح هيلمسليف أن اللغات البشرية لها نوعان من المستويات: مستويات plereme ("الامتلاء" في اليونانية) ومستويات ceneme ("الفراغ" في اليونانية). تحتوي مستويات (plereme) على وحدات ذات معنى، وتحتوي مستويات (ceneme) على وحدات لا معنى لها تشكل الوحدات ذات المعنى. على سبيل المثال، إن (cenemes) اللغة المنطوقة هي فونيمات، في حين أن (pleremes) هي مورفيمات أو كلمات؛ (cenemes) الكتابة الأبجدية هي الحروف، و(pleremes) هي الكلمات.
قد تحتوي لغات الإشارة على تمفصل مزدوج أقل لأن الإيماءات ممكنة أكثر من الصوت، وقادرة على نقل معنى أكثر دون النطق المزدوج.

## روابط خارجية
- دعوة لمناقشة "مفاهيم لسانية: التمفصل المزدوج"